# Coppa Intercontinentale 2018 (calcio a 5)
La Coppa Intercontinentale 2018 di calcio a 5 è la 12ª edizione della competizione ufficialmente riconosciuta dalla FIFA. Tutte le gare previste sono disputate a Bangkok, in Thailandia dal 27 agosto al 2 settembre 2018.

## Squadre partecipanti
Tutte le nazioni che partecipano schierano una sola squadra tranne il Brasile, detentore della scorsa edizione, per un totale di 6 squadre.

### Lista
I club sono stati ordinati in base al ranking della nazionale.

| Rank | Squadra        | Urna |
| ---- | -------------- | ---- |
| 1/H  | Chonburi       | 1    |
| 2/TH | BF Magnus      | 1    |
| 3    | Carlos Barbosa | 2    |
| 4    | Barcellona     | 2    |
| 5    | Elite          | 3    |
| 6    | Los Angeles    | 3    |

Note
- (TH) – Squadra campione in carica
- (H) – Squadra ospitante

### Formula
Le squadre si affrontano in due gironi da tre, sorteggiati il 23 luglio. Le prime due di ogni girone accedono alla fase finale ad eliminazione diretta.

## Fase a gironi

### Gruppo A
| Squadra        | P.ti | G | V | N | P | GF | GS | DR |
| -------------- | ---- | - | - | - | - | -- | -- | -- |
| Carlos Barbosa | 6    | 2 | 2 | 0 | 0 | 8  | 2  | 6  |
| Chonburi       | 3    | 2 | 1 | 0 | 1 | 6  | 6  | 0  |
| Los Angeles    | 0    | 2 | 0 | 0 | 2 | 3  | 9  | -6 |

| Bangkok 27 agosto 2018, ore 18:30 | Chonburi | 4 – 3 | Los Angeles | Bangkok Futsal Arena |

| Bangkok 28 agosto 2018, ore 18:30 | Carlos Barbosa | 5 – 0 | Los Angeles | Bangkok Futsal Arena |

| Bangkok 29 agosto 2018, ore 20:30 | Chonburi | 2 – 3 | Carlos Barbosa | Bangkok Futsal Arena |

### Gruppo B
| Squadra    | P.ti | G | V | N | P | GF | GS | DR  |
| ---------- | ---- | - | - | - | - | -- | -- | --- |
| 'BF Magnus | 6    | 2 | 2 | 0 | 0 | 10 | 0  | 10  |
| Barcellona | 3    | 2 | 1 | 0 | 1 | 8  | 1  | 7   |
| Elite      | 0    | 2 | 0 | 0 | 2 | 0  | 17 | -17 |

| Bangkok 27 agosto 2018, ore 20:30 | Barcellona | 8 – 0 | Elite | Bangkok Futsal Arena |

| Bangkok 28 agosto 2018, ore 20:30 | BF Magnus | 9 – 0 | Elite | Bangkok Futsal Arena |

| Bangkok 29 agosto 2018, ore 18:30 | BF Magnus | 1 – 0 | Barcellona | Bangkok Futsal Arena |

## Fase ad eliminazione diretta

### Tabellone
|  | Semifinali     | Semifinali     | Semifinali |           |                | Finale          | Finale          | Finale          |  |
|  |                |                |            |           |                |                 |                 |                 |  |
|  | Carlos Barbosa | Carlos Barbosa | 3          |           |                |                 |                 |                 |  |
|  | Carlos Barbosa | Carlos Barbosa | 3          |           |                |                 |                 |                 |  |
|  | Barcellona     | Barcellona     | 1          |           |                |                 |                 |                 |  |
|  | Barcellona     | Barcellona     | 1          |           | Carlos Barbosa | Carlos Barbosa  | 0               |                 |  |
|  |                |                |            |           | Carlos Barbosa | Carlos Barbosa  | 0               |                 |  |
|  |                |                | BF Magnus  | BF Magnus | 2              |                 |                 |                 |  |
|  | BF Magnus      | BF Magnus      | BF Magnus  | BF Magnus | 2              | 4               |                 |                 |  |
|  | BF Magnus      | BF Magnus      |            |           |                | 4               |                 |                 |  |
|  | Chonburi       | Chonburi       | 3          |           |                | Finale 3º posto | Finale 3º posto | Finale 3º posto |  |
|  | Chonburi       | Chonburi       | 3          |           |                |                 |                 |                 |  |
|  |                |                |            |           |                |                 |                 |                 |  |
|  |                |                |            |           |                | Barcellona      | Barcellona      | 12              |  |
|  |                |                |            |           |                | Barcellona      | Barcellona      | 12              |  |
|  |                |                |            |           |                | Chonburi        | Chonburi        | 2               |  |

|  | Finale 5º posto |   |
|  |                 |   |
|  | Los Angeles     | 1 |
|  | Los Angeles     | 1 |
|  | Elite           | 3 |
|  | Elite           | 3 |

### Finale 5º posto
| Bangkok 30 agosto 2018, ore 18:30 | Los Angeles | 1 – 3 | Elite | Bangkok Futsal Arena |

### Semifinali
| Bangkok 1º settembre 2018, ore 15:30 | Carlos Barbosa | 3 – 1 | Barcellona | Bangkok Futsal Arena |

| Bangkok 1º settembre 2018, ore 18:00 | BF Magnus | 4 – 3 | Chonburi | Bangkok Futsal Arena |

### Finale 3º posto
| Bangkok 2 settembre 2018, ore 13:00 | Barcellona | 12 – 2 | Chonburi | Bangkok Futsal Arena |

### Finale
| Bangkok 2 settembre 2018, ore 15:15 | Carlos Barbosa | 0 – 2 | BF Magnus | Bangkok Futsal Arena |